# João Matos (jogador de futsal)
João Nuno Alves de Matos, nascido em Lisboa a 21 de fevereiro de 1987, é um jogador profissional de futsal que joga atualmente pelo Sporting Clube de Portugal, onde é o capitão da equipa, e pela Seleção Portuguesa de Futsal.

## Palmarés

### Clube

#### Sporting CP
- Liga dos Campeões (2)
  - 2018-19, 2020-21

- Campeonato Nacional (9)
  - 2005-06, 2009-10, 2010-11, 2012-13, 2013-14, 2015-16, 2016-17, 2017-18, 2020-21

- Taça de Portugal (9)
  - 2005-06, 2007-08, 2010-11, 2012-13, 2015-16, 2017-18, 2018-19, 2019-20, 2021-2022

- Taça da Liga (4)
  - 2015-16, 2016-17, 2020-21, 2021-22

- Supertaça (8)
  - 2008, 2010, 2013, 2014, 2017, 2018, 2019, 2021

### Seleção de Portugal
- Campeonato Europeu (2)
  - 2018, 2022
- Campeonato Mundial (1)
  - 2021

A 10 de fevereiro de 2018, foi agraciado com o grau de Comendador da Ordem do Mérito. A 4 de outubro de 2021, foi agraciado com o grau de Comendador da Ordem do Infante D. Henrique.

## Ligações Externas
- Perfil do jogador no site do Sporting
- Perfil do jogador no site da Federação
- Perfil do jogador no site da UEFA
- Perfil do jogador no site da FIFA